# 福布斯美国400富豪榜
福布斯美国400富豪榜（英語：Forbes 400），是指美国《福布斯》杂志每年九月评选的全美最富有的400名美国人的排行榜，以净资产为排名。首富杰夫·贝索斯。